# 孔纬
孔緯（?—895年10月1日），字化文。魯曲阜（今屬山東）人，孔子第四十世孫，唐朝狀元、宰相、封魯國公。

## 家世
曾祖孔岑父，官至秘書省著作佐郎，曾祖母韋氏，封扶風郡夫人 (唐元稹撰有〈追封孔戣母韋氏等制〉)，舅曾祖韋屺 (韓愈〈唐朝散大夫贈司勛員外郎〉有載，孔戡稱韋屺為舅，孔戣和孔戡是親兄弟，故韋氏夫人是韋屺之姐妹)；叔曾祖孔巢父官諫議大夫。
祖父孔戣，位終禮部尚書，祖母京兆韋氏韋種女 (韓愈〈正議大夫尚書左丞孔公墓誌銘〉有載)。
父孔遵孺，官華陰縣丞。少年喪父，有弟孔绛、孔緘，兄弟三人皆由叔父孔温裕、孔温业養大，叔父都位居方鎮，與名士交往，所以孔緯早年就名聲遠播。
堂姐妹孔氏，孔戡之女，嫁劉博 (〈唐前汴州尉氏縣尉劉搏妻孔氏墓銘〉)，另尚有一名堂姐妹，亦孔戡之女。
堂兄弟孔紓，叔孔溫裕與薛氏之子，堂弟婦韋氏，堂侄男二。 (〈左拾遺魯國孔府君墓誌銘（並序）〉)
另，孔戡娶韋屺之女，孔溫裕娶京兆韋氏 (鄭仁表〈左拾遺魯國孔府君墓誌銘〉)，可見孔家和京兆韋氏關係甚佳，唐末京兆韋氏與孔氏通婚，盡在孔岑父一家。

## 生平
唐宣宗大中十三年（859年）己卯科中狀元，授秘書省校書郎。崔慎由鎮梓州，聘任為從事。又從崔鉉為揚州支使，得協律郎。崔慎由改鎮華州、河中，孔緯都跟從赴任，歷官觀察判官。宰相楊收奏授長安尉，入直弘文館。御史中丞王鐸奏為監察御史，轉禮部員外郎。宰相徐商奏請兼任集賢直學士，改考功員外郎。丁內憂免職。服闋，以右司員外郎入朝。宰臣趙隱嘉獎其文才，推薦為翰林學士，轉考功郎中、知制誥，賜緋。正授中書舍人，累遷戶部侍郎。謝恩之日，面賜金紫之服。乾符中，罷學士，出為御史中丞。
孔緯器度方正溫雅，嫉惡如仇。既掌御史臺總理憲綱，中外不繩而自肅。歷戶部、兵部、吏部三侍郎。居吏部選曹，遵循格令。權要有請託，私請的書信滿盈仍完全不理睬。執政者不悅，改太常卿。
黃巢之亂，孔緯跟隨唐僖宗幸蜀，改刑部尚書，判戶部事。宰相蕭遘在翰林時，與孔緯不合。於是，因戶部取給不充足，將孔緯移為散秩官職，改太子少保。光啟元年（885年），從駕還京。
是時田令孜軍敗，沙陀逼近京師，僖宗移幸鳳翔，邠州節度使朱玫引兵來迎駕。田令孜挾僖宗逃往山南。因為是半夜出逃，百官來不及扈從，隨駕者只有黃門衛士數百人而已。僖宗停駐寶雞等候百官，詔授孔緯御史大夫，遣中使傳詔，令孔緯率百僚趕赴行在。時京師急變，從駕官屬至盩厔都被亂兵所剽竊，資產裝備殆盡。孔緯受命見宰相論事，蕭遘、裴澈以田令孜在皇帝身邊，不想前往，辭疾不接見孔緯。孔緯遣御史臺官吏督促百官上路，但官員都以官服、笏板遺失為託詞。孔緯無可奈何，乃召集三院御史說：“吾輩世荷國恩，身居憲秩。雖六飛奔迫而咫尺天顏，累詔追征，皆無承稟，非臣子之義也。凡布衣交舊，緩急猶相救恤，況在君親？策名委質，安可背也！”言竟泣下。三院推託說：“豈不懷，但盩厔剽剝之餘，乞食不給。今若首途，聊營一日之費，俟信宿紀行可也。”孔緯拂衣而起說：“吾妻危疾，旦不保夕，丈夫豈以妻子之故，怠君父之急乎？公輩善自為謀，吾行決矣。”
即日見李昌符告知：“主上再有詔命，令促百僚前進。觀群公立意，未有發期。仆忝憲闈，不宜居後。道途多梗，明公幸假五十騎，送至陳倉。”李昌符嘉之，對孔緯說：“路無頓遞，裹糧辦耶？”就送錢五十緡，令騎士援護孔緯到達散關。孔緯知道朱玫必有異志，奏曰：“關城小邑，不足以駐六師，請速幸梁州。”次日，車駕離陳倉，才入關而邠州、岐州之兵圍困寶雞，攻打散關。若沒有孔緯進言就危險了。
行至褒中，改兵部侍郎、同中書門下平章事，尋改中書侍郎、集賢殿大學士。王行瑜斬朱玫，平定京城，遷門下侍郎、監修國史。從駕還京，駐蹕在岐陽，進階特進兼吏部尚書，領諸道鹽鐵轉運使。車駕還宮，進位左僕射，賜“持危啟運保乂功臣”，食邑四千戶，食實封二百戶，賜鐵券，恕十死罪，賜天興縣莊園、善和里宅第各一區，兼領京畿營田使。
唐僖宗駕崩，充山陵使。僖宗祔廟，孔緯準故事，不入朝。唐昭宗遣中使召赴延英殿，令孔緯依舊處理政事，進加司空。以國子監被盜火焚毀，令孔緯修葺，仍兼領國子祭酒。蔡州賊秦宗權伏誅，進階開府儀同三司，進位司徒，封魯國公。
文德元年（888年）十一月，昭宗謁郊廟，兩神策軍護軍中尉、內樞密請朝服。相關單位申明前例，中貴人宦官無朝服助祭之禮，少府監也沒有素制冠服。中尉怒，立即命令製造，令下太常禮院。禮官舉故事，也稱無中尉朝服助祭之文，諫官也同樣論之。孔緯奏稱：“中貴不衣朝服助祭，國典也。陛下欲以權道寵內臣，則請依所兼之官而為之服。”昭宗召諫官謂之曰：“大禮日近，無宜立異，為朕容之。”於是內官以朝服助祭。郊禮完畢後進位兼太保。
大順元年（890年）夏，幽州李彥威、汴州朱全忠請求討伐太原李克用。宰相張濬奏請自率禁軍招討。昭宗遲疑未決，問於孔緯。孔緯以討之為便（孔緯語記載在〈张濬传〉）。秋季，張濬軍大敗而還。張濬罷相貶官，孔緯連坐貶為檢校太保、江陵尹、荊南節度使、觀察使。尚未離宮，再貶均州刺史。孔緯、張濬私下派人求援於汴州，朱全忠上章論救。孔緯行至商州，有詔聽其所便，就閒居在華州。
乾寧二年（895年）五月，王行瑜、李茂貞、韓建三鎮攻入京師，殺宰相韋昭度、李谿。昭宗以大臣朋黨、外交方鎮，想起用骨鯁正直之人，遣中使趨華州召孔緯入朝，以染病未任上路。六月，授太子賓客。同一天傍晚改吏部尚書。翌日，拜司空，兼門下侍郎、同平章事、太清宮使，修奉太廟、弘文館大學士、延資庫使。恢復階爵、功臣名、食邑如故。旬日之內，驛騎敦促，相望於路，扶疾至京師。
延英殿中謝恩，奏曰：“臣前時待罪宰相，智術短淺，有負弼諧。陛下特貸刑書，曲全腰領。臣期於死報泉壤，不望生叩玉階。復拜龍顏，實臣榮幸。然臣比嬰衰疾，伏枕累年，形骸雖存，生意都盡。平居勉強，御事猶疏。況比尪羸，寧勝重委？國祚方泰，英彥盈庭，豈以朽腐之人，再塵機務！臣力疾一拜殿庭，乞陛下許臣自便。”見昭宗嗚咽流涕，自陳衰疾不任事，乞求歸隱田裏，昭宗動容，孔緯久病，跪拜有困難，昭宗令中使制止，改容軫念。令閣門使送孔緯到中書省視事。不旬日，同州王行約入京師謀亂，昭宗出逃石門。孔緯從駕至莎城，病危，先還京城。家人延請醫生，孔緯曰：“天下方亂，何久求生？”不肯服藥，九月卒於光德里府第，贈太尉。
孔緯家風崇尚節義，挺然不屈。雖權勢燻灼，從未加以恩禮。大順初年，天武都頭李顺节恃恩頗橫，不期年領浙西節度使，俄而加平章事。謝日，臺吏申報中書省，稱天武相公衙謝，准立班見百僚。孔緯判：“不用立班。”順節粗暴小人，不懂朝法，盛裝直接跑到中書省，既見無班，心中怏怏。他日會面時，李順節有微言。孔緯回答：“必知公慊也。夫百辟卿士，天子庭臣也，比來班見宰相，以輔臣居班列之首，奉長之義也。公握天武健兒，而於政事厅受百僚班見，意自安乎？必若須此儀，俟去‘都頭’二字可也。”李順節不敢言。孔緯秉禮不回，大多像這一類。
孔氏家族自元和後，官至正卿、方鎮者六七人，沒有宰相，至孔緯始入宰輔。孔緯大弟孔绛明经及第，二弟孔緘為乾符三年（876年）狀元，伯父孔温质之子孔纁為咸通十四年（873年）狀元；孔緯之子孔崇弼（《新唐书·宰相世系表》作孔昌弼，字佐化）亦進士出身，官至散騎常侍。徐彥若是其姻親，孔緯之孫即孔昌弼子孔葆是徐彥若孫女婿。

## 延伸阅读
[在维基数据编辑]
 在维基文库阅读此作者作品
 《舊唐書·卷179》，出自刘昫《舊唐書》